# Karin Mortensen
Karin Ørnhøj Mortensen (* 26. September 1977 in Aarhus) ist eine ehemalige dänische Handballspielerin, die viele Jahre in der höchsten dänischen Spielklasse im Tor aktiv war.
Karin Mortensen begann bei VRI mit dem Handballspielen. Später wechselte die Torhüterin zu Horsens HK, den sie 2002 in Richtung Ikast verließ. Mit Ikast-Bording Elite Håndbold stand sie 2003 im Finale um die dänische Meisterschaft, scheiterte dort jedoch an Slagelse DT. 2006 verließ sie Ikast-Bording und spielte vier Spielzeiten für SK Aarhus. Im Sommer 2010 unterschrieb sie einen Vertrag bei FIF, wo sie nach der Saison 2012/13 ihre Karriere beendete.
Mortensen hat 233 Länderspiele für die dänische Frauen-Handballnationalmannschaft bestritten, in denen sie vier Treffer erzielte. Mit Dänemark gewann sie 2000 und 2004 die olympische Goldmedaille. Im Sommer 2012 nahm sie erneut an den Olympischen Spielen in London teil. Zusätzlich gewann Mortensen 2002 die Europameisterschaft, bei der sie zusätzlich als beste Torhüterin in das All-Star-Team sowie zum MVP gewählt wurde. Sie gehörte zum Aufgebot ihres nationalen Verbandes bei der Weltmeisterschaft 2009 in China.
Mortensen war nach ihrem Karriereende als TV-Expertin bei Handballübertragungen des dänischen Fernsehsenders DR tätig.